# 共和政党「刷新」
共和政党「刷新」（きょうわせいとうさっしん、露: Республиканская партия «Обновление»）は、未承認国である沿ドニエストル共和国（トランスニストリア）の政党。2005年以降、同国の議会（最高会議）において多数党となっている。

## 党史
2000年に非政府組織として設立された。その後、同年12月10日の最高会議選挙では43議席中7議席を獲得した。
2005年3月に行われた地方議会選挙では、前述の現在の党名のもとで選挙運動を行い、党史上初めて過半数の議席を獲得した。また、同年12月に行われた最高会議選挙でも43議席中23議席の過半数を獲得し、それ以降、多数党であり続けている。同年、議会での党の指導者は、ミハイル・ブルラとエフゲニー・シェフチュクであり、後者は12月の選挙での勝利の後、最高会議の議長に選任された。
2006年6月、政党として正式に登録された。